# Центральна мечеть Астани
Центральна мечеть міста Астани (каз. Астана қаласының бас мешіті) ― соборна мечеть Астани, перша за величиною мечеть Казахстану та Центральної Азії та одна з найбільших у світі.

## Історія
18 березня 2019 року ініціатор будівництва Нурсултан Назарбаєв заклав першу цеглину на місці будівництва нової мечеті. Будівництво велося за кошти приватних інвесторів — державний бюджет не використовувався. Урочисте відкриття мечеті відбулося 12 серпня 2022 року за участі Назарбаєва.
Мечеть займає площу 57 000 кв. м. Є символом казахської культури і мусульманських традицій.

## Опис
Головний купол мечеті є найбільшим у своєму роді в світі. Висота купола становить майже 83,2 м при діаметрі 62 мем. Навколишні чотири мінарети мають висоту 130 м і складаються з 5 частин, щоб символізувати п'ять стовпів ісламу — віру, молитву, піст, закят і паломництво. Одна з веж у лівому крилі відкрита для відвідування.
Вхідні двері мечеті вважаються одними з найвищих дерев'яних дверей у світі та досягають висоти 12,4 м з вагою в півтори тонни. Матеріал виготовлений з твердої деревини іроко, яка росте в тропічній Африці. Двері прикрашені казахськими візерунками, а зовнішні стіни білим арабським шрифтом на блакитному тлі. Міжкімнатні двері мечеті мають висоту 12 метрів, а вікна виготовлені з вітражів ручної роботи з різнокольоровими орнаментами.
Стіни мечеті і внутрішня сторона купола прикрашені різнокольоровими візерунками, віршами з Корану і молитвами. Арабську каліграфію проілюстрував казахський майстер Асилбек Байзакули.
На стіні зі сторони, яка звернена до кібли, написано 99 імен Аллаха, освітлених золотим світлом зсередини. Мозаїчна стіна довжиною 100 м і висотою 22,4 м складається з 25 млн склянок різного кольору.
Великий зал і жіноча молитовна зона повністю вкриті казахськими орнаментальними килимами. Загальна площа килима становить 15 525 кв. м, що робить його найбільшим килимом ручної роботи у світі.

## Галерея

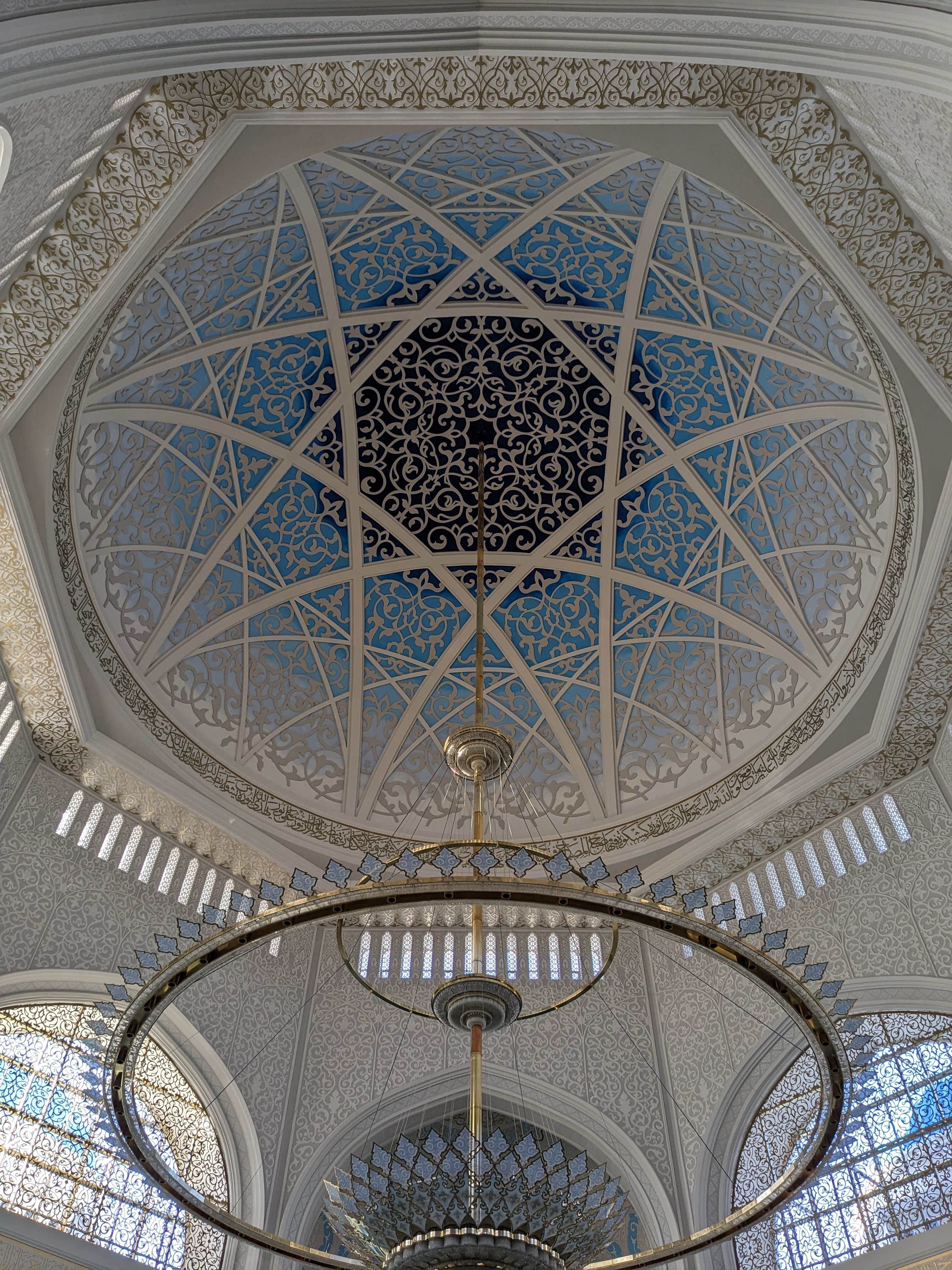
Купол головної молитовної зали, внутрішнє оздоблення.
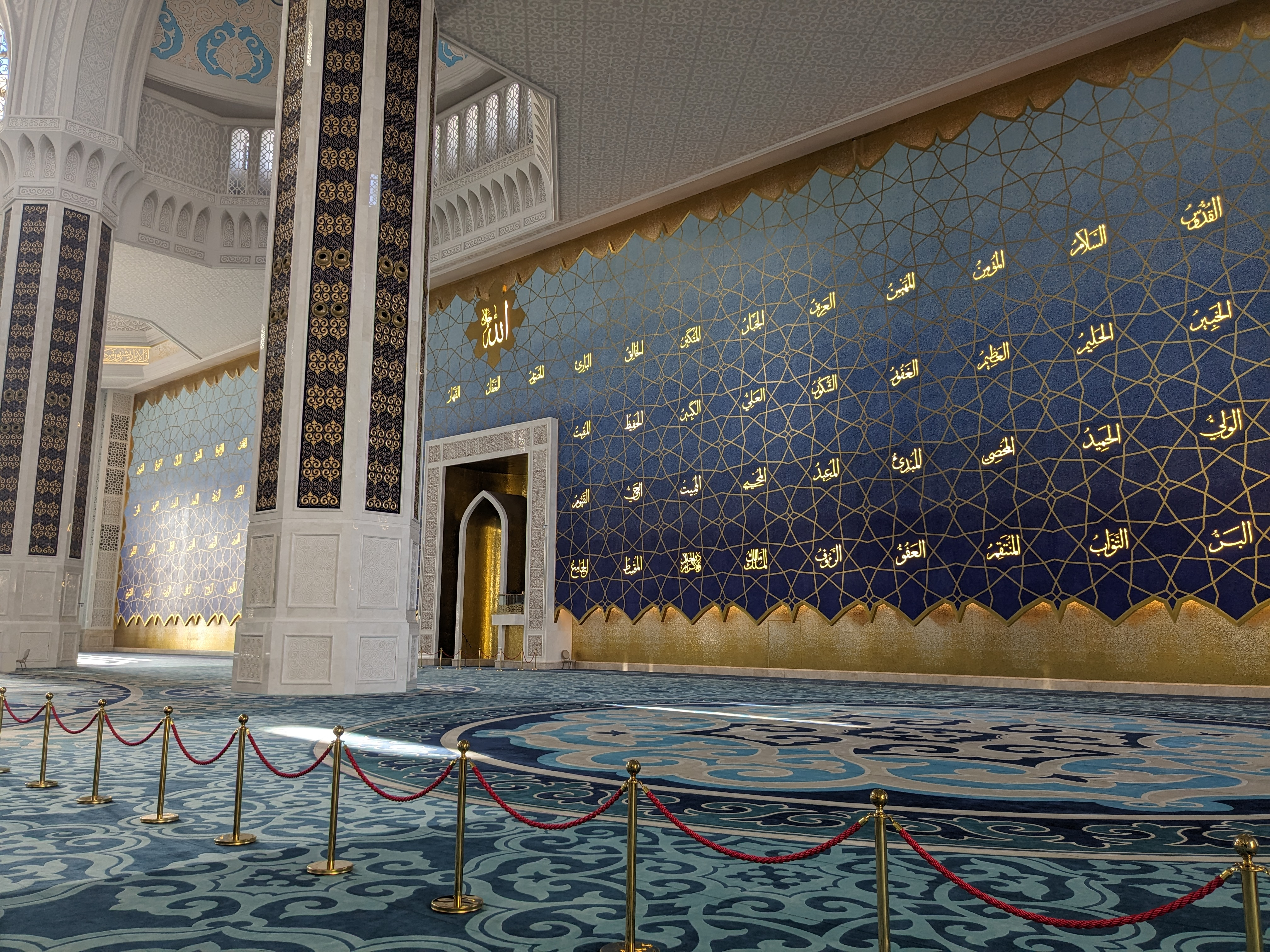
Головний молитовний зал з 99 іменами Аллаха
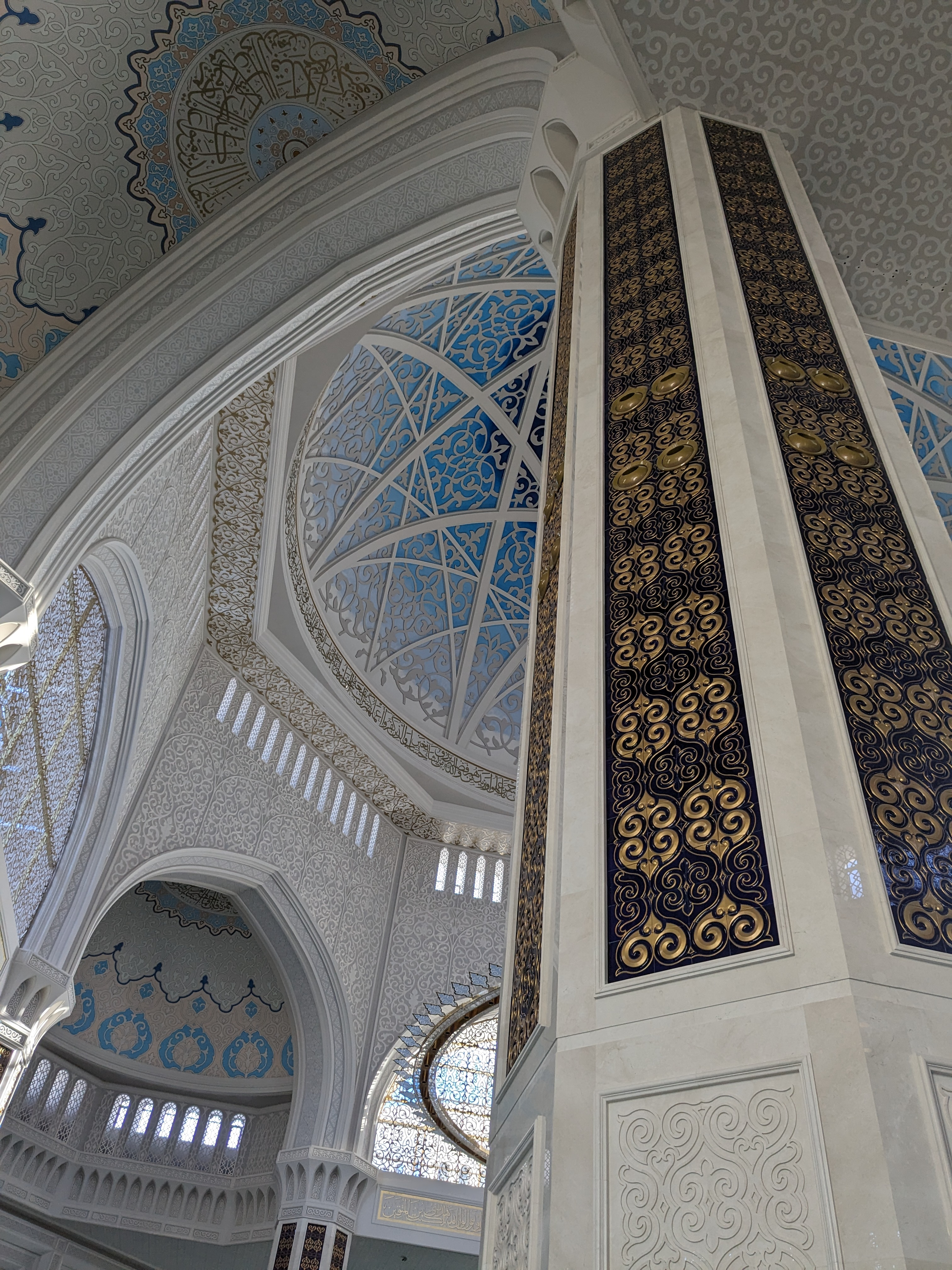
Головна молитовна зала, оздоблення купола та колон.
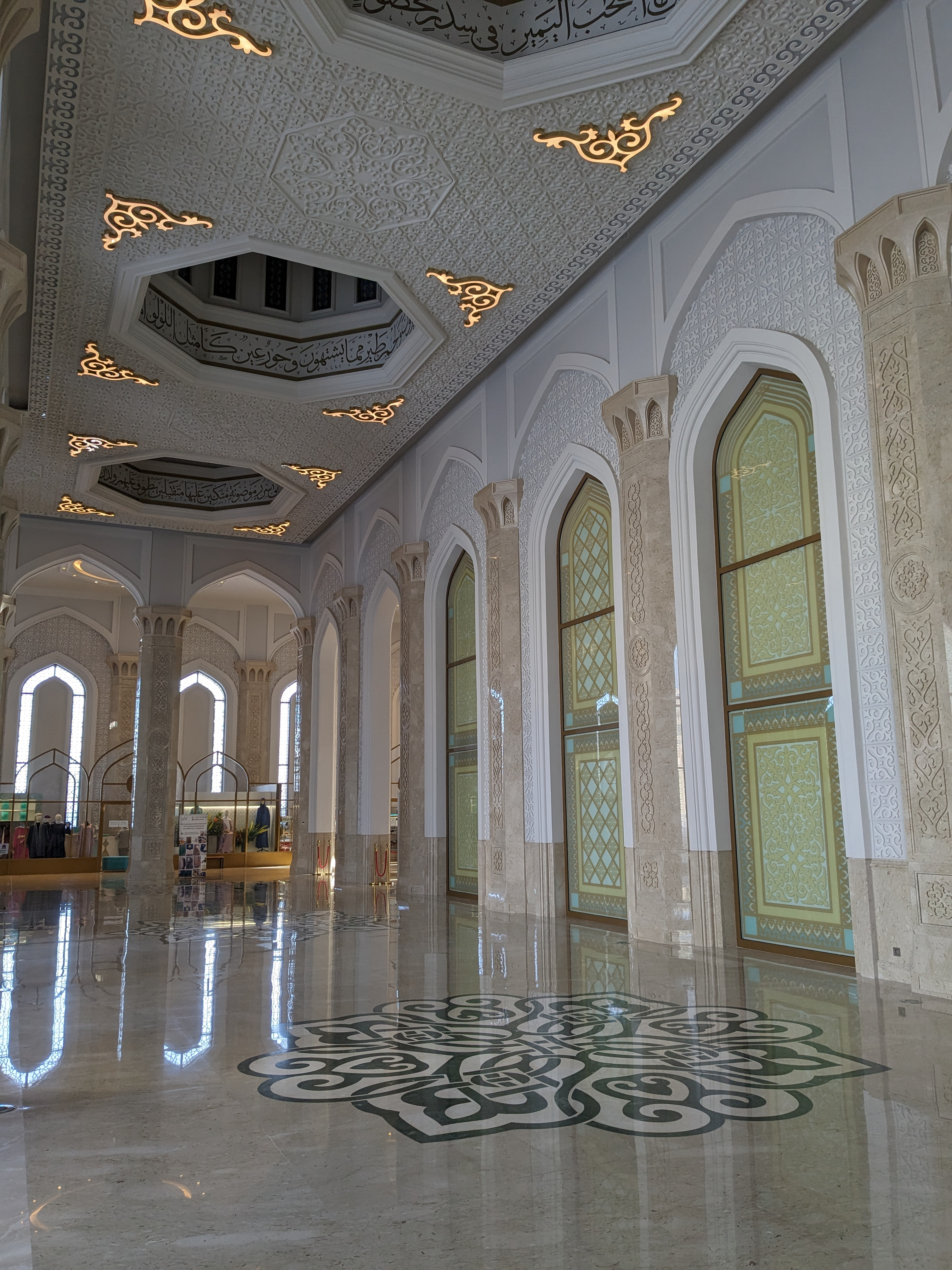
Коридор
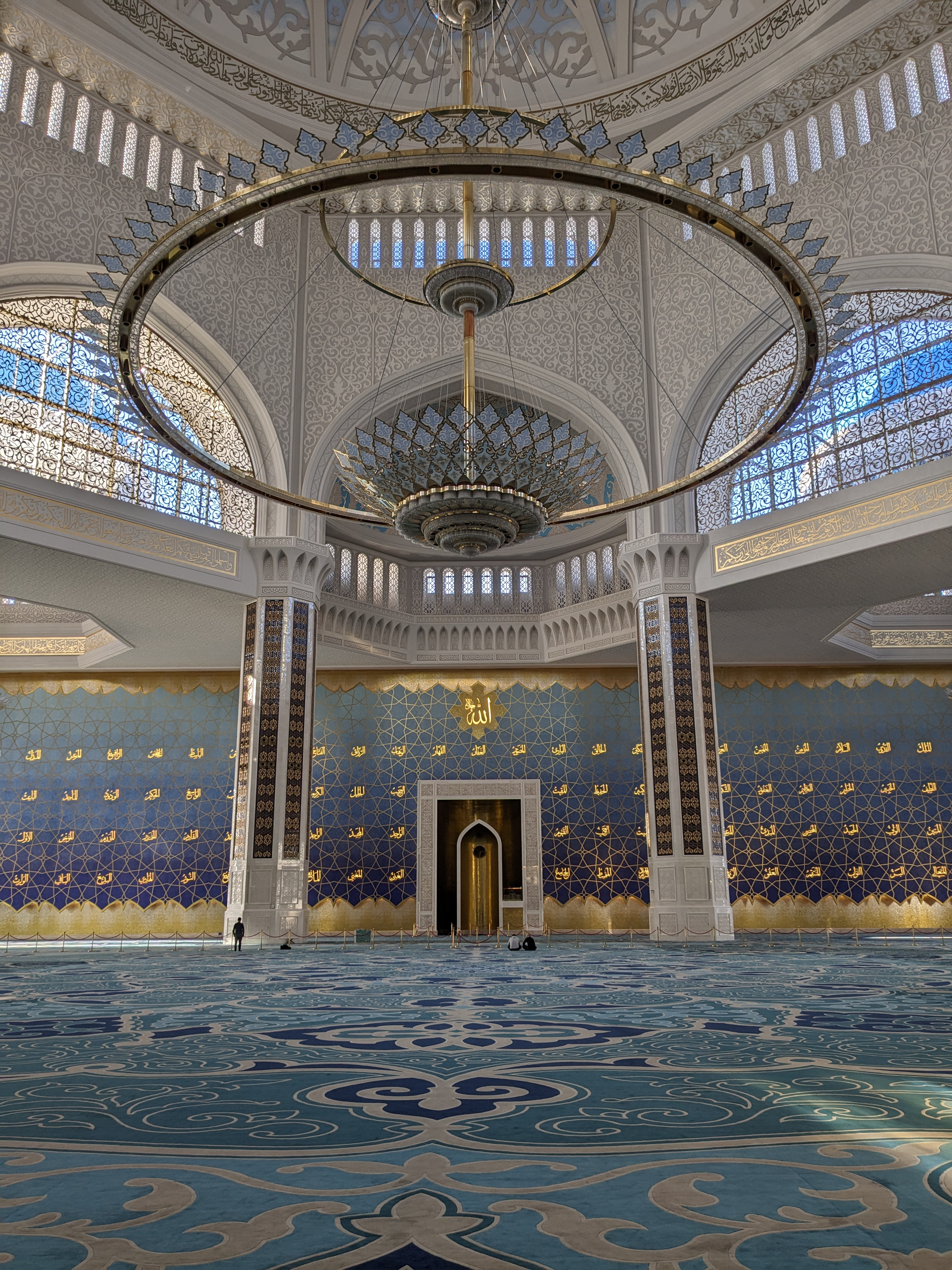
Головний молитовний зал з 99 іменами Аллаха